# Élections générales britanniques de 1970 en Écosse
Des élections générales britanniques ont lieu le 18 juin 1970 pour élire la 45e législature du Parlement du Royaume-Uni. L'Écosse élit 71 des 630 députés.

## Résultats
| Partis | Partis       | Voix      | Voix  | Voix       | Total des sièges | Total des sièges | Total des sièges |
| Partis | Partis       | Votes     | %     | +/−        | Sièges           | +/−              |                  |
| ------ | ------------ | --------- | ----- | ---------- | ---------------- | ---------------- | ---------------- |
|        | Travailliste | 1 197 068 | 44,5  | 5,4        | 44 / 71          | 2                |                  |
|        | Conservateur | 1 020 674 | 38,0  | 0,4        | 23 / 71          | 3                |                  |
|        | SNP          | 306 802   | 11,4  | 6,4        | 1 / 71           | 1                |                  |
|        | Libéral      | 147 667   | 5,5   | 1,3        | 3 / 71           | 2                |                  |
|        | Communiste   | 11 408    | 0,4   | 0,2        | 0 / 71           | stagnation       |                  |
|        | Autres       | 4 616     | 0,2   | 0,2        | 0 / 71           | stagnation       |                  |
| Total  | Total        | 2 688 235 | 100,0 | stagnation | 71 / 71          | stagnation       |                  |